# Hippocrate (stratège)
 (décembre 2016).
Si vous disposez d'ouvrages ou d'articles de référence ou si vous connaissez des sites web de qualité traitant du thème abordé ici, merci de compléter l'article en donnant les références utiles à sa vérifiabilité et en les liant à la section « Notes et références ».
Pour les articles homonymes, voir Hippocrate (homonymie).
Hippocrate d'Athènes (en grec ancien: Ἱπποκράτης, Hippokrátēs), né en 459 av. J.-C. et mort en 424 av. J.-C., est connu par ses actions de stratège lors de la guerre du Péloponnèse.

## Campagnes
On connait de lui deux campagnes, auxquelles il participa notamment avec le stratège Démosthène.

### Siège de Mégare
Sa première campagne connue est le siège de Mégare. En effet, cette cité, qui fut pour un temps sous l'égide d'Athènes, mais plus souvent celle de Sparte, massacra la garnison athénienne à la suite de la défaite d'Athènes à Coronée, provoquant d'importantes tensions entre les deux cités, et aurait cultivé des terres sacrées de la déesse Déméter puis tué le messager athénien venant leur reprocher leurs actes. Ceci conduisit au décret mégarien, une des causes de la guerre du Péloponnèse. Ainsi, cette cité fut naturellement une des cibles d'Athènes durant la guerre. Tandis qu'Hippocrate assiège la ville elle-même, Démosthène, avec 40 navires, opère un blocus de la cité portuaire Nisée, les deux étant reliées par de longs murs, similaires à ceux Athènes. Cependant, cette stratégie n'aboutit pas, à la suite de l'arrivée de renforts spartiates, commandés par Brasidas. Les deux stratèges athéniens se retirent donc sans combattre.

### Invasion de Béotie
En effet, la perte de soldats lors du siège de Mégare aurait pu compromettre la seconde campagne à laquelle Hippocrate participe : l'invasion de la Béotie. Il s'agit d'une opération d'une toute autre ampleur : il s'agit instaurer des régimes pro-Athéniens dans une région historiquement oligarchique, et, durant la guerre, alliée de Sparte, dont fait partie une des plus puissantes cités de la Grèce antique, Thèbes, ce qui nécessite l'intervention d'une force militaire importante. Et ce, sans laisser pour autant d'opportunités aux Spartiates, ni réduire l'hégémonie athénienne sur ses alliés égéens.
Pour ce faire, le plan des stratèges athéniens, dans lequel Hippocrate joue un rôle important, est de surprendre les Thébains et de diviser leur attention. Ils prévoient d'attaquer conjointement la cité sanctuaire de Délion avec une armée terrestre dirigée par Hippocrate et la cité de Siphae avec une flotte de navires rassemblée par Démosthène, celui-ci aidé par un soulèvement de partisans athéniens dans ces deux villes mais aussi à Chéronée, trois cités situées aux extrémités de la Béotie.
Ainsi, durant l'été 424 av. J.-C., Démosthène lève une flotte parmi leurs alliés sur la côte ouest de la Grèce et Hippocrate monte lui aussi une armée, uniquement à Athènes, incorporant au besoin citoyens comme métèques. Leurs armées respectives formées, ils sont supposés lancer leur invasion au même moment. Ils sont cependant trahis, et des garnisons béotiennes sont installées à Chéronée et Siphae, contrecarrant leur plan. Il est impossible d'envoyer un messager à travers toute la Béotie prévenir Hippocrate, qui poursuit donc sa part du plan comme il était prévu.
Il capture rapidement la cité sanctuaire, celle-ci ne disposant pas de remparts ni d'aucune structure de défense, et entreprend de la fortifier. Les travaux s’achevant, il renvoie la majeure partie de ses troupes légères à Athènes, conservant pourtant une importante force (plus de dix mille hommes) stationnés à proximité de la cité, attendant son propre départ une fois les travaux définitivement terminés. C'est durant cette période que les armées béotiennes, haranguées par Pagondas, l'un des béotarques, décident d'attaquer, craignant que les forces athéniennes ne se retirent vers l'Attique et donc hors de leur portée.
C'est ainsi que débute la bataille de Délion, une éprouvante défaite pour les Athéniens, car bien qu'initialement victorieux, ils sont mis en déroute à cause d'une tactique thébaine et perdent donc la bataille, au cours de laquelle Hippocrate trouve la mort. Son corps, comme celui des autres citoyens, ne sera rendu à Athènes que 17 jours plus tard, à la suite du siège de Délion par les Béotiens, lorsque les Athéniens se retirent définitivement de la Béotie.